# Sheriff Brown räumt auf
Sheriff Brown räumt auf (Originaltitel: The Badge of Marshal Brennan) ist ein US-amerikanischer Western aus dem Jahr 1957 des Regisseurs Albert C. Gannaway, der auch als Produzent fungierte.

## Handlung
Als ein bewaffneter Herumtreiber namens „der Fremde“ einen sterbenden Marshal findet, beschließt er, die Identität des verstorbenen Gesetzeshüters anzunehmen. Der Fremde lässt sich in einer Kleinstadt nieder und nutzt seine neu gewonnene Autorität, um Shad Donaphin, den gewalttätigen und widerspenstigen Sohn eines zwielichtigen Viehbarons, herauszufordern. Der Fremde ist entschlossen, seiner Persönlichkeit treu zu bleiben, und geht sogar eine Beziehung mit Murdock ein, einer schönen Frau aus dem Ort.

## Auswertung
Sheriff Brown räumt auf hatte seine Premiere am 14. April 1957 in den Kinos der USA. In Deutschland war er erstmals am 25. Oktober 1957 zu sehen.

## Sonstiges
- Regisseur Gannaway drehte danach mit fast identischer Besetzung den Western Die Plünderer von Texas.
- Mit Carl Smith und Marty Robbins wurden zwei Country-Sänger für den Film verpflichtet.

## Kritiken
Das Lexikon des internationalen Films urteilt: „Anspruchsloser Western vom Fließband.“ Cinema.de kommt zu dem Schluss: „B-Western mit dünner Handlung“.